# Önundarbrenna
Önundarbrenna (la quema de Önundur) o también Lönguhlíðarbrenna fue un conflicto armado que precedió a la guerra civil islandesa, un periodo conocido como Sturlungaöld. Tuvo lugar el 7 de mayo de 1197, entre Guðmundur dýri Þorvaldsson y su aliado Kolbeinn Tumason que se dirigieron a Langahlíð, Hörgárdalur, donde tenía su hacienda Önundur Þorkelsson; allí murió Önundur junto a su hijo y otras cuatro personas, aunque a la mayoría de los residentes locales que estaban en aquel momento presentes se libraron y les dejaron marchar en paz. Önundur y Guðmundur llevaban largo tiempo en disputa.
La quema de la hacienda fue considerado un acto vergonzoso por el Althing y Jón Loftsson fue asignado para negociar el wergeld pero no logró llegar a un acuerdo para la compensación, pues ya era un hombre anciano y murió poco tiempo después.